# 베릴륨-9
베릴륨-9(9Be)는 베릴륨 동위 원소 중에서 유일한 안정 동위 원소이다. 원자핵 안에 양성자 4개, 중성자 5개를 가지고 있으며, 원자량은 9.0121822이다. 자연에 존재하는 베릴륨은 모두 베릴륨-9이다.

## 존재
현재 존재하는 베릴륨-9의 대부분은 빅뱅 핵합성 시기와 태양계 형성 시기에 우주선 파쇄를 통해 생성되었을 것으로 추정된다. 리튬-9나 리튬-11의 방사성 붕괴를 통해 생성되기도 한다.

## 같이 보기
- 베릴륨-7
- 베릴륨-10
- 베릴륨 동위 원소

| 가벼운 핵종 베릴륨-8 | 베릴륨의 동위 원소 | 무거운 핵종 베릴륨-10 |

| 어미핵종: 리튬-9(β-) 리튬-11(β-2n) | 베릴륨-9의 붕괴 사슬 | 없음 |